# 泰勇氣
泰勇氣（日语：／ Tai Yūki，1977年10月6日—），日本東京都出身的男性聲優，2009年9月離開，現為Remax所屬。父親為作曲家泰英二郎。

## 人物
- 擁有1/4越南人血統，來自於祖父。
- 常被以為名字是“秦”勇氣（はた ゆうき）。
- 與岸尾大輔、成田劍共演作品非常多。
- 飾演哥哥的角色多，因此作為飾演哥哥是相當順手的。但在雙面騎士是擔任弟弟的角色，在Ghost Hunt的澀谷一也扮演著哥哥的性質也有。
- 在金井美香的成立下，與森訓久、梯篤司、宮下榮治、增川洋一、勝杏里成立「Revolver」的男子聲優團體。在2005年12月23日退出。

## 出演作品
- 粗體字為主要角色

### 電視動畫
2000年
- 電腦奇俠 THE ANIMATION（チンピラ）

2002年
- 戰鬥陀螺（ケイン山下）

2003年
- 星際少年隊（戒＝玖堂）
- D.C.（朝倉純一）
- なるたる（石田）
- 真珠美人魚（大地、紺野、渡邊）

2004年
- 變異體少女（警備員、隊員B）
- GUNDAM SEED DESTINY（陳傑義）
- 校園迷糊大王（奈良健太郎、佐野、三井雅顯 他）
- B傳說! 戰鬥彈珠人（葛雷·麥克·文森特）
- 魔法少女隊（雷諾）

2005年
- 極限女孩（諸星真）
- こいこい7（田中哲朗）
- D.C.S.S.（朝倉純一）
- B傳說! 戰鬥彈珠人 炎魂（葛雷·麥克·文森特）
- 不可思議星球的雙胞胎公主（多比）

2006年
- Gift ～ギフト～ eternal rainbow（天海春彥）
- Ghost Hunt（澀谷一也）
- 雙面騎士（迪恩·德·波蒙）
- 超級機器人大戰OG -Divine Wars-（クォヴレー・ゴードン）
- 校園迷糊大王 二學期（奈良健太郎/少年奈良、三井雅顯）

2007年
- ef - a tale of memories.（堤京介）
- 獸神演武（鳳星銘德）
- 獸裝機攻（喬尼·巴涅特）
- PRISM ARK（アクティ・アクセル）
- 流星洛克人 Tribe（布萊〈索羅〉）

2008年
- 雨月（胡僊）
- ef - a tale of melodies.（堤京介、第四話預告）

2009年
- Battle Spirits 少年激霸彈（農波力（12話））

2010年
- 遊戲王5D's（皮爾遜）

2011年
- 閃電十一人GO（狩屋正樹）

2012年
- 閃電十一人GO時空之石（狩屋正樹、伽瑪）
- 冰菓[[[Wikipedia:格式手册/链接#章節|錨點失效]]]（勝田竹男）
- 圣斗士星矢Ω（山猫座米拉伯罗斯）

2013年
- 閃電十一人GO 銀河（鐵角真、狩屋正樹）
- 塔麻可吉！〜奇蹟朋友〜（未來博士）

2014年
- 黑執事 Book of Circus（彼得）

2015年
- 櫻桃小丸子（農家的丈夫、阿真、年輕時的櫻桃友藏、郵差先生）
- 境界觸發者（穗刈篤）

2016年
- 刀劍亂舞－花丸－（宗三左文字、太郎太刀）

2018年
- 續 刀劍亂舞－花丸－（宗三左文字、太郎太刀）
- 天空與海洋之間（鍵谷厚志）

2020年
- 文豪與鍊金術師 ～審判的齒輪～（佐藤春夫）
- ETERNITY ～深夜的濡戀頻道♡～（宇都宮）
- 魔女之旅（宿主）

2021年
- 境界觸發者 2nd season（穗刈篤）
- 境界觸發者 3rd season（穗刈篤）

2022年
- Love All Play（宮城蓮[1]）

2024年
- 刀劍亂舞 廻 -虛傳 燃燒的本能寺-（宗三左文字[2]、太郎太刀[3]）

### 遊戲
- 獸神演武DS（鳳星銘德）
- 水月 ～迷心～（大和庄一）
- 太鼓之達人（「BE THE ACE」歌唱）
- 超級機器人大戰系列
  - 第3次超級機器人大戰α 終焉之銀河（クォヴレー・ゴードン）
  - 超級機器人大戰OG ORIGINAL GENERATIONS（DC兵士）
  - 超級機器人大戰OG外傳
  - 超級機器人大戰Scramble Commander the 2nd（ケイジ・タチバナ）
  - 第2次超級機器人大戰Z 破界篇/再世篇（喬尼·巴涅特）
  - 第2次超級機器人大戰Z 時獄篇/天獄篇（喬尼·巴涅特）
  - 超級機器人大戰OG THE MOON DWELLERS（艾因·巴爾薛姆）
- Take Off!（小此木優）
- PRISM ARK（アクティ・アクセル）
- （天禰一星）
- 洛克人ZX·降臨（ヘリオス）
- 刀劍亂舞（太郎太刀、宗三左文字）
- 祝姬（热田夏也）
- 夢王國與沉睡中的100位王子殿下 ( 拉托利亞 )
- 白貓Project    (マゴ口ク)
- 文豪與鍊金術師（佐藤春夫）
- 聖火降魔錄 英雄雲集（凱爾）

### 角色歌
- 閃電十一人GO 狩屋マサキ（CV:泰勇気）影山輝（CV:藤村歩）放課後ケミストリー（狩屋正樹）

## 外部連結
- 官方網站
- Remax 個人檔案 （页面存档备份，存于）